# Touched
Touched es el álbum debut del proyecto musical Nadja. Fue lanzado en mayo de 2003 por el sello japonés Deserted Factory. Posteriormente, y ya con Leah Buckareff en la banda, el álbum fue regrabado y publicado en 2007 por Alien8 Recordings y en 2008 por Conspiracy Records.

## Lista de canciones

### Edición original
| N.º | Título                       | Duración |  |
| 1.  | «Mutagen»                    | 12:00    |  |
| 2.  | «Stays Demons»               | 10:22    |  |
| 3.  | «Incubation / Metamorphosis» | 12:15    |  |
| 4.  | «Flowers of Flesh»           | 9:05     |  |

### Edición regrabada
| N.º | Título                       | Duración |  |
| 1.  | «Mutagen»                    | 14:22    |  |
| 2.  | «Stays Demons»               | 9:57     |  |
| 3.  | «Incubation / Metamorphosis» | 18:13    |  |
| 4.  | «Flowers of Flesh»           | 13:13    |  |
| 5.  | «(sin título)»               | 4:16     |  |

## Créditos

### Edición original
- Aidan Baker – guitarra, bajo, voz, violín, loops

### Edición regrabada
- Aidan Baker – guitarra, voz, flauta, caja de ritmos
- Leah Buckareff – bajo, voz